# 穆羅姆斯科耶湖 (莫斯科州)
55°34′45″N 39°35′3″E / 55.57917°N 39.58417°E
穆羅姆斯科耶湖（俄语：Муромское），是俄羅斯的湖泊，位於該國西部，由莫斯科州負責管轄，處於沙圖拉區，長2.3公里、寬1.6公里，面積2.6平方公里，海拔高度120米，最大水深4米。